# Taschorema evansi
Taschorema evansi är en nattsländeart som beskrevs av Mosely in Mosely och Douglas E. Kimmins 1953. Taschorema evansi ingår i släktet Taschorema och familjen Hydrobiosidae. Inga underarter finns listade i Catalogue of Life.